# Elkview
Elkview és una concentració de població designada pel cens dels Estats Units a l'estat de Virgínia de l'Oest. Segons el cens del 2000 tenia 1.182 habitants.

## Demografia
Segons el cens del 2000, Elkview tenia 1.182 habitants, 507 habitatges, i 370 famílies. La densitat de població era de 270 habitants per km².
Dels 507 habitatges en un 27,2% hi vivien nens de menys de 18 anys, en un 58,2% hi vivien parelles casades, en un 12,4% dones solteres, i en un 27% no eren unitats familiars. En el 24,9% dels habitatges hi vivien persones soles el 12,4% de les quals corresponia a persones de 65 anys o més que vivien soles. El nombre mitjà de persones vivint en cada habitatge era de 2,33 i el nombre mitjà de persones que vivien en cada família era de 2,74.
Per edats la població es repartia de la següent manera: un 20% tenia menys de 18 anys, un 7,3% entre 18 i 24, un 26,6% entre 25 i 44, un 27,9% de 45 a 60 i un 18,3% 65 anys o més.
L'edat mediana era de 42 anys. Per cada 100 dones de 18 o més anys hi havia 87,3 homes.
La renda mediana per habitatge era de 35.033 $ i la renda mediana per família de 37.467 $. Els homes tenien una renda mediana de 31.462 $ mentre que les dones 21.136 $. La renda per capita de la població era de 15.057 $. Entorn de l'11,5% de les famílies i el 13,7% de la població estaven per davall del llindar de pobresa.

## Poblacions més properes
El següent diagrama mostra les poblacions més properes.